# Озернинська сільська рада
Озе́рнинська сільська рада (рос. Озёрнинский сельский совет) — сільське поселення у складі Звіриноголовського району Курганської області Росії.
Адміністративний центр та єдиний населений пункт — село Озерне.
Населення сільського поселення становить 376 осіб (2017; 476 у 2010, 658 у 2002).